# Episodi di Alvinnn!!! e i Chipmunks (quinta stagione)
La quinta e ultima stagione della serie animata Alvinnn!!! e i Chipmunks è composta da 26 episodi in onda nella primavera del 2021.
In Italia viene trasmessa su Nick Jr. dal 26 aprile 2021; in chiaro viene trasmessa in prima TV su K2 dal 13 settembre 2021.
| n° | Titolo originale             | Titolo italiano                 | Prima TV USA     | Prima TV Italia  |
| -- | ---------------------------- | ------------------------------- | ---------------- | ---------------- |
| 1  | Deserted                     | Abbandonato nel deserto         | 23 febbraio 2021 | 26 aprile 2021   |
| 1  | The Great Snack Off          | Snack al volo                   | 23 febbraio 2021 | 26 aprile 2021   |
| 2  | Unboxing day                 | Il blog di Alvin                | 24 febbraio 2021 | 27 aprile 2021   |
| 2  | Dave’s Pavilion              | Il gazebo di Dave               | 24 febbraio 2021 | 27 aprile 2021   |
| 3  | U-Fly                        | Volare a tutti i costi          | 25 febbraio 2021 | 28 aprile 2021   |
| 3  | Yeti or Not                  | Yeti o non Yeti?                | 25 febbraio 2021 | 28 aprile 2021   |
| 4  | Taken                        | Il rapimento di Dave            | 20 dicembre 2021 | 29 aprile 2021   |
| 4  | The Flying Beast             | La bestia volante               | 20 dicembre 2021 | 29 aprile 2021   |
| 5  | The Curse of MacBeth         | Macbeth                         | 21 dicembre 2021 | 30 aprile 2021   |
| 5  | Zeela the Great              | La fantastica Zeela             | 21 dicembre 2021 | 30 aprile 2021   |
| 6  | Dr. Sleep                    | La cura anti-sonno              | 22 dicembre 2021 | 12 luglio 2021   |
| 6  | Davey Boy                    | Dave junior                     | 22 dicembre 2021 | 12 luglio 2021   |
| 7  | The Road Warrior             | Motociclisti vampiri            | 23 dicembre 2021 | 13 luglio 2021   |
| 7  | My Fair Chipette             | Talent show al femminile        | 23 dicembre 2021 | 13 luglio 2021   |
| 8  | Gone Gal                     | Imbrogliona a chi?              | 11 marzo 2022    | 14 luglio 2021   |
| 8  | Time Traveler’s Party        | Festa per viaggiatori del tempo | 11 marzo 2022    | 14 luglio 2021   |
| 9  | The House on Cedar Lane      | La casa di Cedar Lane           | 18 marzo 2022    | 15 luglio 2021   |
| 9  | Bathroom Bully               | Il bullo del bagno              | 18 marzo 2022    | 15 luglio 2021   |
| 10 | The Return of Thornbergaupht | Thornbergaupht il buono         | 25 marzo 2022    | 19 luglio 2021   |
| 10 | Squashed                     | Il campione di squash           | 25 marzo 2022    | 19 luglio 2021   |
| 11 | Writer’s Block               | Il blocco dello scrittore       | 1º aprile 2022   | 20 luglio 2021   |
| 11 | Jinxed                       | Flick!                          | 1º aprile 2022   | 20 luglio 2021   |
| 12 | Fire Safety                  | Norme antincendio               | 8 aprile 2022    | 7 dicembre 2021  |
| 12 | Castle Catastrophe           | Catastrofe al castello          | 8 aprile 2022    | 7 dicembre 2021  |
| 13 | The Party Animals            | Animaletti da festa             | 15 aprile 2022   | 8 dicembre 2021  |
| 13 | Warren Seville               | Warren Seville                  | 15 aprile 2022   | 8 dicembre 2021  |
| 14 | Excavation Vacation          | Scavi sorprendenti              | 6 giugno 2022    | 9 dicembre 2021  |
| 14 | Trophy Dad                   | Un papà da premio               | 6 giugno 2022    | 9 dicembre 2021  |
| 15 | Skater Girl                  | La skater                       | 7 giugno 2022    | 10 dicembre 2021 |
| 15 | All Washed Up                | Lavaggio magico                 | 7 giugno 2022    | 10 dicembre 2021 |
| 16 | Summer School                | La scuola estiva                | 8 giugno 2022    | 3 ottobre 2022   |
| 16 | Puzzled                      | Il puzzle                       | 8 giugno 2022    | 3 ottobre 2022   |
| 17 | Car Wars                     | Bloccati nel traffico           | 9 giugno 2022    | 4 ottobre 2022   |
| 17 | Mr. Fix-It                   | L’aggiustatutto                 | 9 giugno 2022    | 4 ottobre 2022   |
| 18 | Little Drummer Boy           | Alvin nuovo batterista          | 13 giugno 2022   | 5 ottobre 2022   |
| 18 | Special Ingredient           | L’ingrediente speciale          | 14 giugno 2022   | 5 ottobre 2022   |
| 19 | Alvin Gets Schooled          | Sistemato per le feste          | 15 giugno 2022   | 6 ottobre 2022   |
| 19 | My Life As a Dog             | La mia vita da cane             | 16 giugno 2022   | 6 ottobre 2022   |
| 20 | Mr. Lou                      | Il signor Lou                   | 20 giugno 2022   | 7 ottobre 2022   |
| 20 | Love Song                    | Canzone d’amore                 | 21 giugno 2022   | 7 ottobre 2022   |
| 21 | Bubble Wrap                  | Il pluriball                    | 22 giugno 2022   | 23 gennaio 2023  |
| 21 | Chess Mate                   | Scacco matto                    | 23 giugno 2022   | 23 gennaio 2023  |
| 22 | A Knight’s Tail              | Un cavaliere con i codini       | 27 giugno 2022   | 24 gennaio 2023  |
| 22 | Dreambomber                  | Il guasta-sogni                 | 28 giugno 2022   | 24 gennaio 2023  |
| 23 | The Lifeguard                | Il bagnino                      | 29 giugno 2022   | 25 gennaio 2023  |
| 23 | Scare-Crowner                | Lo spaventapasseri              | 30 giugno 2022   | 25 gennaio 2023  |
| 24 | Run Aimee Run                | Corri, Aimee, corri             | 4 marzo 2023     | 26 gennaio 2023  |
| 24 | Theo vs Simon                | Theodore contro Simon           | 4 marzo 2023     | 26 gennaio 2023  |
| 25 | The Underground              | Il sotterraneo                  | 4 marzo 2023     | 27 gennaio 2023  |
| 25 | Game House                   | La stanza dei giochi            | 4 marzo 2023     | 27 gennaio 2023  |
| 26 | The Dinner                   | La cena                         | 4 marzo 2023     | 30 gennaio 2023  |
| 26 | The Tour                     | Il tour                         | 4 marzo 2023     | 30 gennaio 2023  |

## Abbandonato nel deserto
Dopo essere finito in punizione per l'ennesima volta, Alvin pensa che Dave voglia abbandonarlo nel deserto per un anno. Per non essere spedito, il ragazzo decide di non essere scoperto da suo padre. Alla fine, Alvin scopre che Dave non intendeva di lasciarlo nel deserto, ma bensì, di portarlo a fare ripetizioni con la signorina Smith.

## Snack al volo
Alvin e Theodore giocano a un gioco in cui bisogna prendere delle merendine piccole al volo. Tuttavia, un chicco d'uva finisce proprio nel naso di Theodore. Infatti, Dave decide di portare il piccolo Chipmunk in ospedale per farlo togliere.

## Il blog di Alvin
Alvin è invidioso perché Theodore ha un sacco di visualizzazioni nel suo blog e, infatti, decide di farne uno con Cheesy utilizzando dei nuovi giocattoli. Così, il duo decide di fare pubblicità al negozio di giocattoli, che in quel momento sta per chiudere. Sfortunatamente, una volta registrato il video, l'agente Dangus lo riportano a casa dei Seville. Alla fine, si scopre che il suo blog ha ricevuto molte visualizzazioni e, fortunatamente, i due riescono a salvare il negozio di giocattoli.

## Il gazebo di Dave
Dave è felicissimo, perché ha comprato un gazebo che ha messo nel suo giardino. Ma sfortunatamente, mentre è andato via di casa, Alvin, Simon e Theodore rovinano il gazebo giocando a rugby e decidono di dare la colpa alla signorina Miller.

## Volare a tutti i costi
Mentre sono in macchina a fare un viaggio, Alvin chiede a Dave di andare a una nuova attrazione estrema. Ma il padre non vuole assolutamente andare, perché lo considera pericoloso.

## Yeti o non Yeti?
Dave porta Alvin, Simon, Theodore, Brittany, Jeanette e Eleanor in montagna per trascorrere un po' di giorni allo chalet. Tuttavia, Alvin spiega a Theodore che in questa zona ci sono degli yeti.

## Il rapimento di Dave
Mentre tornano a casa, I Chipmunk scoprono che Dave è stato rapito da un tizio misterioso.

## La bestia volante
Alvin ha paura di andare fuori, perché c'è uno pterodattilo che gironzola nel quartiere.

## Macbeth
Gli studenti della scuola hanno paura che nell'aula di teatro arrivi un personaggio leggendario chiamato "Macbeth".

## La fantastica Zeela
Jeanette mostra a Simon la sua robottina di nome "Zeela", ma Geizmo è estremamente geloso e, ogni volta che la robottina riesce a fare qualcosa meglio di lui, inizia a provare invidia. Tuttavia, il robottino scopre che Zeela è stata schiacciata da un'auto e la porta al laboratorio di Simon per aggiustarla. Alla fine, una volta riparata, i due mini-robot iniziano ad andare d'accordo.

## La cura anti-sonno
Simon decide di creare un'invenzione per non farlo dormire, perché era sonnambulo per aver visto una videochiamata online da un professore.

## Dave junior
Simon trasforma accidentalmente Dave adulto in Dave teenager per via di un'invenzione.

## Motociclisti vampiri
Alvin teme che Theodore viene assunto nella banda dei "motociclisti vampiri".

## Talent show al femminile
Jeanette e Brittany si sfidano per partecipare al talent show femminile.

## Imbrogliona a chi?
La signorina Miller è arrabbiata perché la signora Crorner ha barato a un concorso di piante.

## Festa per viaggiatori del tempo
Alvin organizza una “festa per viaggiatori del tempo".

## Il bullo del bagno
Arrabbiato per i voti migliori di Simon, Derek decide di bandirlo dal bagno dei maschi come punizione. Tuttavia, il ragazzo intelligente ha bisogno del bagno e, sfortunatamente, inizia a usare quello degli insegnanti. Purtroppo, viene smascherato dal coach Dobkins, che lo porta nella stanza delle punizioni. Con l'aiuto di Alvin e Theodore, riescono a sconfiggere il bullo e, quindi, Simon può finalmente andare in bagno.

## La skater
Brittany decide di partecipare a una gara di skateboard per sfidare Alex. Però, durante gli allenamenti, la ragazza riesce solamente a cadere dal suo skateboard. Fortunatamente, riesce finalmente a restare sullo skate e, durante la gara al parco, Brittany riesce anche a vincere la competizione di skateboard con le sue mosse di danza. Tempo dopo, la sua tecnica diventa popolare tra tutte le ragazze della città.

## Lavaggio magico
Geizmo ha una vera passione per le lavatrici, però, invece di aggiustarla, le rompe distruggendo i cavi. Infatti, Simon lo rinchiude nel suo laboratorio, ma il robottino riesce a fuggire e inizia a distruggere persino le altre lavatrici al "Lavaggio magico". Viene quindi scoperto dall'agente Dangus. Tuttavia, il poliziotto decide che, se Geizmo fugge di nuovo, verrà disattivato. Fortunatamente, il robot riesce per la prima volta ad aggiustare la lavatrice della signorina Miller e, finalmente, Simon decide di non disattivarlo.

## La scuola estiva
Alvin ha paura di frequentare la scuola estiva, visto che i suoi voti sono peggiorati. Tuttavia, viene aiutato dai suoi fratelli. Il giorno dopo, Simon mostra ad Alvin il "Dave Digitale" e il ragazzo pensa che questa volta potrà andare in vacanza. Purtroppo, deve farlo Theodore, perché i due fratelli maggiori sono troppo impegnati con Dave. Dopo questa commovente videochiamata, Theodore spiega ad Alvin che non deve più andare a scuola estiva. Sfortunatamente, prima della partenza, Dave si infuria con Alvin perché la preside è imbarazzata dal comportamento sgradevole del padre.

## Il pluriball
Brittany ha una vera passione per schiacciare le ghiande, ma purtroppo le ghiande che si trovano per strada sono scomparse a causa delle pulizie autunnali. La ragazza pensa che sia stato Alvin e decide di rubare i suoi pluriball. Così i due decidono di sfidarsi per vedere se possono schiacciare qualcos'altro e, infatti, finiscono per scontrarsi a causa di un malinteso, inquinando il giardino. Siccome non vogliono finire in cella, Alvin e Brittany decidono di raccogliere tutte le ghiande e i pluriball.

## Theodore contro Simon
Theodore scopre che Simon ha vinto il concorso di brownie e, tuttavia, decide di odiarlo fino a quando non riuscirà a vincere ogni tipo di gara in cui il fratello maggiore dovrà competere. Alla fine, il fratello minore scopre che il punto debole di Simon è fischiare e, infatti, come punizione, il ragazzo intelligente dovrà esercitarsi a fischiare bene.

## La cena
Dave incontra il suo vecchio amico "Chaz", ovvero il suo compagno di liceo, tuttavia, Alvin decide di organizzare una cena tra vecchi amici mettendo delle decorazioni in tutta la casa con l'aiuto dei suoi fratelli, le Chipettes, la signora Croner, la signorina Miller e Cheesy. Sfortunatamente, la cena si rileva un grande disastro, però, Chaz è contento che Dave è riuscito a conquistare il suo abbigliamento.

## Il tour
I Chipmunks e le Chipettes devono partire per andare in tour, però Alvin e Theodore sono tristi perché non rivedranno mai più i loro amici. Così, decidono di fare una festa per la loro partenza e invitano tutti i loro amici e conoscenti. Alla fine della puntata, il gruppo se ne va, ma Cheesy vuole assolutamente venire in tour con loro.